# Bộ Gai
Bộ Gai hay bộ Tầm ma, danh pháp khoa học: Urticales, là một bộ trong lớp thực vật hai lá mầm trong hệ thống Cronquist về phân loại nhóm thực vật có hoa, bao gồm các họ sau:
- Barbeyaceae
- Cannabaceae (Họ Gai dầu)
- Cecropiaceae (hiện nay được đưa vào trong họ Urticaceae)
- Moraceae (Họ Dâu tằm)
- Ulmaceae (Họ Du)
- Urticaceae (Họ Tầm ma)

Các loài cây trong bộ này bao gồm nhiều loại cây, từ cây bụi đến các cây thân gỗ lớn, nở hoa từ cuối mùa xuân đến đầu mùa thu. Bộ Urticales được đặt trong phân lớp Hamamelididae, được coi là có quan hệ họ hàng gần với các bộ khác như Hamamelidales, Juglandales, Leitneriales, Fagales, Casuarinales, Myricales và Daphniphyllales.
Trong hệ thống APG II năm 2003, các thành viên của bộ này được xếp trong bộ Hoa hồng (Rosales).

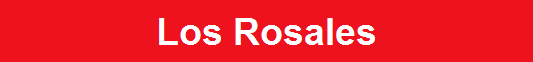
Cây phát sinh loài trong bộ Hoa hồng.

Trong quá khứ, bộ Gai được coi là tách biệt với họ Hoa hồng (Rosaceae), chủ yếu là do các hoa bị suy giảm rất mạnh và thường thụ phấn nhờ gió của nhóm này, và các họ khác hiện nay đặt trong bộ Hoa hồng thì trước đây cũng được đặt ở các nơi khác. Các mối quan hệ trong phạm vi bộ này vẫn chưa được rõ ràng, mặc dù Rosaceae có thể là nhóm có quan hệ chị-em với phần còn lại của bộ (hỗ trợ mạnh trong Savolainen và ctv. 2000, Wang và ctv. 2009), còn Ulmaceae và các họ hàng của nó (bộ Urticales cũ) cùng Rhamnaceae và các họ hàng của nó có thể tạo thành hai nhánh khác nữa (Thulin và ctv. 1998; Savolainen và ctv. 2000; Richardson và ctv. 2000; Sytsma và ctv. 2002 [vị trí của Rosaceae v.v. chưa chắc chắn], Wang và ctv. 2009): xem cây phát sinh loài trong hình ở bên phải. Với cây phát sinh loài như thế này thì bộ Gai là nhóm cận ngành, do nó không có một số hậu duệ (các họ Dirachmaceae, Elaeagnaceae và Rhamnaceae) từ cùng một tổ tiên chung của cả nhóm này.